# Paul Almásy

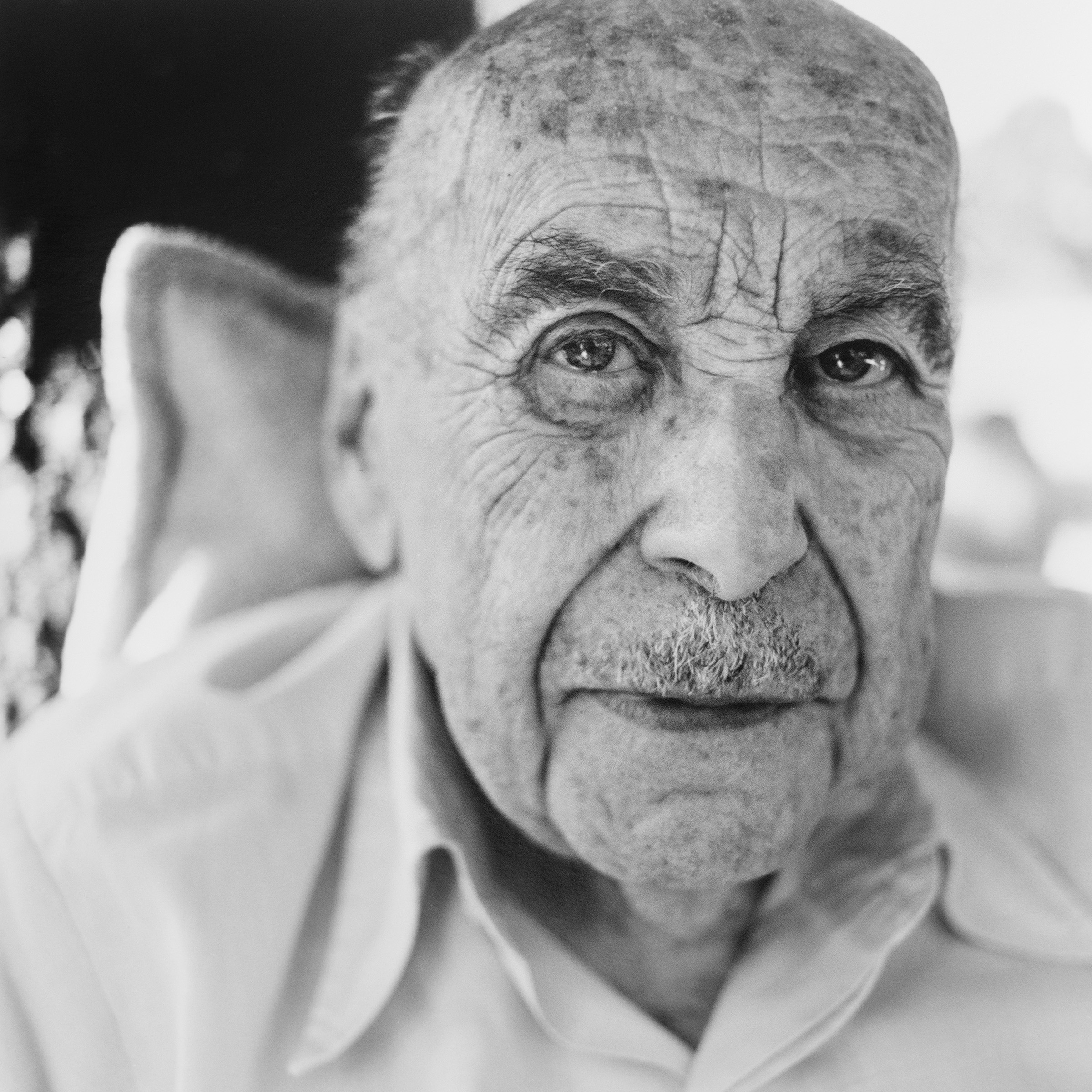
Paul Almásy fotografiert von Oliver Mark, Paris 2000

Paul Almásy (* 29. Mai 1906 in Budapest; † 23. September 2003 in Jouars-Pontchartrain) war ein französischer Fotojournalist ungarischer Herkunft, der hauptsächlich in Paris lebte und in einer über 50-jährigen Karriere weltweit als Fotojournalist tätig war.

## Leben
Paul Almásy wurde in Budapest geboren und wuchs dort auf. Im Alter von 17 Jahren verließ er Ungarn und studierte von 1924 bis 1928 in Wien, München und Heidelberg politische Wissenschaften. Er wurde Journalist und verfasste von 1929 bis 1931 für die deutsche Presseagentur Wehr erste Reportagen aus Rom. Um seine Artikel zu illustrieren, fertigte er 1935 im Rahmen einer Südamerikareise die ersten Fotografien an. In den folgenden Jahren schlossen sich zahllose Reportagen aus allen Erdteilen an: so durchquerte Almásy 1936 für die Berliner Illustrirte Zeitung im Auto die Sahara und unternahm Ende der 1930er Jahre mehrere Afrikareisen. Während des Zweiten Weltkriegs schuf er für die Schweizer Presse zwischen 1940 und 1943 Reportagen aus Frankreich, Belgien und den Niederlanden. Nach dem Krieg wurde Paris der Mittelpunkt seines weiterhin von Reisen geprägtes Lebens, zum Beispiel reiste er 1950 nach Indochina. Ab 1952 war Almásy im Auftrag von UN-Institutionen wie UNICEF, WHO und UNESCO tätig, für die er als akkreditierter Mitarbeiter Reisen unternahm.
1956 nahm Almásy die französische Staatsbürgerschaft an. Von 1972 bis 1989 hatte er in Paris an der Sorbonne und am Centre de Perfectionnement des Journalistes Professuren inne. 1993 wurde Almásy zum Ritter des Ordens Pour le Mérite ernannt. 2003 starb er 97-jährig auf seinem Anwesen in Jouars-Pontchartrain in der Nähe von Paris. Sein Nachlass enthält rund 120.000 Negative.

## Werk
Die Sujets von Paul Almásy waren die Menschen aller Schichten: „Menschen wie du und ich“, aber auch ethnische und soziale Randgruppen, Leute aus Ober- und Unterschicht. Ob in ernstem oder trostlosem, dokumentarischen, heiterem oder auch witzigen Zusammenhang aufgenommen, behalten die Menschen auf seinen Bildern immer ihre Würde. In seinem Band „Paris“ spürt man einen liebenswerten Ansatz, das Leben auf der Straße oder auch die Welt der Künstler darzustellen; sein Stil erinnert manchmal an André Kertész und ähnelt in seinen witzigen und verschmitzten Beobachtungen am Rande der Weltgeschichte den Bildern von Robert Doisneau.
Almásy verkehrte auch in der noblen Gesellschaft und in der Boheme und dokumentierte ihre Feste und Rituale. Persönlich bekannt u. a. mit Otto von Habsburg und Baron Rothschild, machte er über die Jahrzehnte Interviews und Reportagen mit bedeutenden Personen der damaligen Zeitgeschichte wie Begin, Chruschtschow, Eisenhower, Charles de Gaulle, Mussolini, Pandit Nehru und dem Schah von Persien, Rezah Pahlevi. Von vielen weiteren Persönlichkeiten des öffentlichen Lebens hat Almásy bemerkenswerte Porträts aufgenommen, die ins kollektive Gedächtnis eingegangen sind – exemplarisch seien hier Künstler verschiedener Provenienz genannt: Alberto Giacometti, André Breton, Colette, Jean Cocteau, Jacques Prévert, Man Ray, Romy Schneider und Alain Delon sowie Yves Saint Laurent.
Als „Zaungast der Weltgeschichte“ – diskreter, zurückhaltender, aber nie voyeuristischer Beobachter – seiner Epoche arbeitete er an einem „Archiv der Welt“. Als solche kann man sein Œuvre durchaus werten, wenn man es auf das Thema „Mensch“ bezieht, denn alle Kontinente, vielerlei Kulturen, alle Bevölkerungsschichten, alle menschlichen Stimmungen sind in seinem Werk vertreten, das die bewegtesten Zeiten des letzten Jahrhunderts von den 1930er bis zu den späten 1960er Jahren umfasst. Nach eigener Aussage war er in jedem Land der Welt tätig gewesen „außer der Mongolei“. Seine Arbeitsweise charakterisiert Almásy in einem unglaublichen Understatement: „Es war immer der Zufall, der alles entschied. Ich habe niemals gesucht – meine Kamera war der Sucher, ich war nur der Finder.“ Mit dieser Einstellung hat Almásy nicht wenige gültige Bilder „gefunden“, die in einer einzigen Einstellung auch nach seiner Überzeugung „mehr als ein langer Bericht“ aussagen. Obwohl von ihm nicht vornehmlich angestrebt, sind viele seiner Bilder von atemberaubender Authentizität und schlichter Schönheit geprägt, die einen sehr diskret beobachtenden Humanisten hinter der Kamera offenbaren.
Sein Werk war nach seiner aktiven Reporterzeit zu Unrecht lange nur Spezialisten bekannt. Die Aufarbeitung seines Archives, das 120.000 Negative enthält, liegt in den Händen von akg-images und ist lange noch nicht abgeschlossen; was in den letzten Jahren veröffentlicht wurde, zeigt aber, dass es hier gilt, das Werk eines Großen der Fotogeschichte dem Vergessen zu entreißen.
In diesem Rahmen fand neben neueren Buchveröffentlichungen auch eine umfangreiche Ausstellung im Frankfurter Museum für Moderne Kunst um die Jahrtausendwende statt, der weitere im Münchener Haus der Kunst und auch in Budapest, der Hauptstadt seines eigentlichen Heimatlandes Ungarn, folgten. Im Frühjahr 2006 waren Teile seines Frühwerks in den Opelvillen in Rüsselsheim ausgestellt.